# Rudolf Geel
Rudolphus Johannes (Rudolf) Geel (Amsterdam, 27 januari 1941) is een Nederlandse schrijver en voormalig docent taalbeheersing aan de Universiteit van Amsterdam.

## Biografie
Rudolf Geel werd geboren in Amsterdam, als oudste van een gezin met drie kinderen (twee jongens en een meisje). Hij groeide op in de Amsterdamse Watergraafsmeer, waar hij de School met de Bijbel aan de Hogeweg bezocht. In 1953 verhuisde het gezin naar Naarden. Van 1953 tot 1960 was hij een leerling van het Willem de Zwijger College in Bussum, waar hij in 1960 het diploma gymnasium alfa behaalde. Daarna studeerde hij van 1960 tot 1967 Nederlandse taal- en letterkunde aan de Universiteit van Amsterdam. Meteen na zijn studie werd hij aangesteld als wetenschappelijk medewerker voor taalbeheersing, later als universitair docent in dat vak. Hij verliet de universiteit in 2001 en werkte daarna verder als zelfstandig trainer in schrijfvaardigheid, in het bijzonder in het schrijven van toespraken. Hij schreef ook vele toespraken voor voornamelijk overheidsfunctionarissen.
Al tijdens zijn studie verscheen zijn debuutroman De magere heilige bij De Bezige Bij. In 1968 vroeg Ed Hoornik hem redactiesecretaris van De Gids te worden. Van 1972 tot 1982 was hij tevens redacteur.
Geel bekleedde bestuurslidmaatschappen bij de Vereniging van Letterkundigen en bij de Nederlandse afdeling van de Internationale PEN (Poets, Playwrights, Essayists, Editors, Novelists). Tussen 1986 en 1997 was hij respectievelijk secretaris-buitenland en voorzitter. Van 2001 tot en met 2016 was hij voorzitter van het PEN Emergency Fund, dat schrijvers en journalisten in nood eenmalige financiële hulp biedt. Hij was vanaf de oprichting in 2007 tevens bestuurslid en vanaf 2015 tot 2018 voorzitter van de Eva Tas Foundation, welke stichting zich onder meer toelegt op projecten op het gebied van het bevorderen van de vrijheid van meningsuiting.
Naast de in de publicatielijst opgenomen werken, publiceerde hij tijdens zijn redacteurschap vele bijdragen (literair proza, essays en gedichten) in De Gids, maar ook in andere bladen, zoals Tirade, Komma en Taalbeheersing (in dat laatste blad artikelen over zijn vakgebied). De NCRV voerde een aantal door hem geschreven hoorspelen uit. Van 1976 tot 1982 schreef hij, afwisselend met Herman Pleij, een column voor Folia Civitatis, het weekblad van de Universiteit van Amsterdam. Een aantal van deze columns is verzameld in de bundel Het moet allemaal nog even wennen. In 1979 wekte een van zijn columns de woede op van een groepje voormalige studenten, met als resultaat dat ze hem tijdens een college in de Amsterdamse Oudemanhuispoort overvielen, een emmer gele muurverf over zijn hoofd leeg lieten lopen, een bord om zijn hals hingen met ‘Ikke Geel ikke niet goed’, en een pamflet verspreidden waarin zij hem sommeerden op te houden met schrijven. Op muren van het instituut waar hij werkte, brachten zij met spuitbussen tekeningen aan van onder meer een man aan een galg. Dit voorval trok in de media veel aandacht.
In 1979 voerde de Haagse Comedie, onder regie van Christiaan Nortier, zijn toneelstuk Wimbledon op. In 1989 promoveerde hij op een proefschrift over de geschiedenis van het Nederlandse schrijfvaardigheidsonderwijs in de negentiende en twintigste eeuw. In deze studie probeerde hij een antwoord te formuleren op de vraag waarom er door de tijd heen zo vaak geklaagd wordt over de schriftelijke taalvaardigheid van Nederlandse kinderen.
In de jaren negentig ging Geel drie keer naar Suriname om daar lessen taalbeheersing te geven aan de Anton de Kom Universiteit en aan de leraren opleiding in Paramaribo. Speciaal voor Suriname schreef hij een leerboek op het gebied van schrijfvaardigheid, dat in Suriname werd uitgegeven.
Hij is sinds 1966 getrouwd met Petra Teijgeler en heeft een zoon en een dochter. Sinds 1971 woont hij in Bussum.

## Werken

### Literair werk
- De magere heilige, roman, Amsterdam 1963: De Bezige Bij, Literaire Reuzenpocket 54
- De weerspanninge naaktschrijver, roman, Amsterdam 1965: De Bezige Bij, LRP 132
- Met een flik in bed, roman, samen met J.W. Holsbergen, Amsterdam 1965: De Bezige Bij, LRP 206
- Een afgezant uit niemandsland, roman, Amsterdam 1968: De Bezige Bij, LRP 272
- De terugkeer van Buffalo Bill, verhalen, Amsterdam 1973: De Bezige Bij, LRP 364
- Bitter & Zoet, verhalen, Amsterdam 1975: De Bezige Bij, BBLiterair
- Genoegens van weleer, verhalen, Amsterdam 1976: De Bezige Bij, BBLiterair
- Een gedoodverfde winnaar, roman, Amsterdam 1977: De Bezige Bij, BBLiterair
- De ambitie, roman, Amsterdam 1980: De Bezige Bij, BBLiterair
- Ongenaakbaar, roman, Amsterdam 1981: De Bezige Bij, BBLiterair
- Het moet allemaal nog even wennen, verhalen, Amsterdam 1983: Joost Nijsen
- Verleidingen, verhalen, Amsterdam 1985: De Arbeiderspers, Grote ABC 496
- De vrouwenbron, roman, Amsterdam 1986: De Arbeiderspers, Grote ABC 531
- De paradijsganger, roman, Amsterdam1988: De Arbeiderspers, Grote ABC 618
- Trage schaduwen, verhalen, Amsterdam 1991: Meulenhoff
- Dierbaar venijn, roman, Amsterdam 1992: Meulenhoff
- Een dichteres uit Los Angeles, 1994: Meulenhoff
- De vervoering, roman, Amsterdam 1995: Meulenhoff
- Bloedmadonna, roman, Amsterdam 1998: Meulenhoff
- De achtste hoofdzonde (onder pseudoniem Jakob van Riel), Amsterdam 2005: Balans
- Engelenspel, novelle, Maastricht 2010: Azul Press
- Twee. Een onvoorwaardelijke liefde., Maastricht/Amsterdam 2011: Azul Press.
- Volmaakte mannen, roman, Maastricht/Amsterdam 2013: Azul Press. (ook als e-book)
- De dag waarop ik Churchill tegenkwam, Bloemendaal 2020: Schaep14.

Literair werknieuwe en afwijkende edities
- De magere heilige, tweede, herziene druk, Amsterdam 1968: Meulenhoff, Meulenhoff pockets 198
- De weerspannige naaktschrijver, tweede, herziene druk, Amsterdam-Brussel 1973: Paris-Manteau, Grote Marnix Pocket 83
- Een gedoodverfde winnaar, tweede ongewijzigde druk, Amsterdam 1988: Querido, Salamander 677
- De vrouwenbron, tweede ongewijzigde druk, Maastricht/Amsterdam 2011: Azul Press. (ook als e-book)
- Bloedmadonna, tweede ongewijzigde druk, Maastricht/Amsterdam 2011: Azul Press. (ook als e-book)
- De achtste hoofdzonde, tweede ongewijzigde druk (gepubliceerd onder eigen naam), Maastricht/Amsterdam 2011: Azul Press. (ook als e-book)

Bijzondere uitgaven
- Reservaatbewoners, met etsen van Gerard van Kerkhof, Ton de Kruyk, Pim Olivier en een houtsnede van Willem de Vries, Hilversum 1982: Albis
- Dode bladeren, Amsterdam 1986/87, Nederhof Productie: nieuwjaarsgeschenk
- Dode bladeren, Schoorl 1987: Conserve: Conserve’s Novellen reeks nr. 6
- Een middag in Casino Slavante, Banholt 1990: In de Bonnefant
- Bussum, met zeefdruk van Bep Toscani, Haarlem 1991: Noord-Holland in proza, Poëzie en prenten; Stichting Culturele Raad Nood-Holland
- In Heidelberg, Banholt 2013: In de Bonnefant

### Essays
- Rudolf Geel en R.H.Fuchs, Schijnhelden en nepschurken (Beschouwingen over het beeldverhaal), Amsterdam 1973: Meulenhoff.
- Verliefdheid is een raar gevoel, Amsterdam 1980: Meulenhoff Informatief
- Al is de waarheid nog zo snel, Amsterdam 1980: Meulenhoff Informatief
- Een Vrouw als een Gedicht, Amsterdam 1980: Meulenhoff Informatief
- We hebben ze weer met genoegen bekeken… Cornelis Jetses, J.B. Wolters en het Nederlandse taalonderwijs. In samenwerking met Rik Vos, Assen 1989: Drents Museum
- Volmaakte Schrijvers schrijven niet. Over het scheppingsproces van literaire en andere teksten, Amsterdam 1995: Amsterdam University Press

### Kinderboek
- De dreigende stilte van Taalland, met tekeningen van René Nijhof, Amsterdam 1982: Meulenhoff Informatief

### Dissertatie
- Niemand is meester geboren. De geschiedenis van het Nederlandse schrijfvaardigheidsonderwijs in de 19de en 20ste eeuw, Muiderberg 1989: Dick Coutinho

### Leerboeken
- Hoe zet ik mijn gedachten op papier?, Muiderberg 1977: Coutinho
- Wat opstelschrijvers moeten weten, een praktische handleiding bij het schrijven van opstellen en verslagen, Muiderberg 1980: Dick Coutinho
- Rudolf Geel en Peter Douma, Schrijven voor een groot publiek, Handleiding voor het schrijven van teksten voor de media, Leiden, Antwerpen 1990: Martinus Nijhoff Uitgevers
- Rudolf Geel en Peter Douma, Beter schrijven met de tekstverwerker, Muiderberg 1991: Dick Coutinho
- Het schrijven van leesbare teksten en brieven, Paramaribo 1995, Firgos Suriname N.V.
- Paul Oskamp, Rudolf Geel, Concreet en beeldend preken, Bussum 1999, Uitgeverij Coutinho
- Paul Oskamp, Rudolf Geel, Gut predigen Ein Grundkurs, Gütersloh 2001: Gütersloher Verlaghaus
- Speech! Speech! Schrijf een succesvolle toespraak, Bussum 2004: uitgeverij Coutinho
- Mag ik uw aandacht! Effectief speeches houden en schrijven, Amsterdam 2006: Academie Politie Amsterdam-Amstelland